# Santa Cruz do Xingu
Santa Cruz do Xingu este un oraș în Mato Grosso (MT), Brazilia.